# ウルグアイ海軍

ウルグアイ海軍用国籍旗

ウルグアイ海軍（西：Armada Nacional del Uruguay）はウルグアイの海軍。

## 歴史
ウルグアイが独立する以前、モンテビデオ港はスペイン帝国植民地の海軍の拠点の一つであった。
やがて独立戦争が始まり、1817年11月15日にブエノスアイレスを襲撃する為、アルティハス将軍に認可された私掠船団がウルグアイ海軍の起源とされる。この私掠船団（「リパブリカ・オリエンタル（República Oriental）」、「フォルトゥナ（Fortuna）」、「バリエンテ（Valiente）」、「テメラリオ（Temerario）」、「インテレピド（Intrépido）」を含む約50隻のスクーナー）は、アンティル諸島やマダガスカル近海にスペイン近海で活動し、約200隻を捕獲した。
独立後に33人の東方人のひとりパブロ・スフェリアテグイ（es:Pablo Zufriategui）大佐の下で海軍が創設される。1832年に密輸船と交戦し、海上における主権を確立した。1839年から大戦争が勃発し内戦状態に陥る。戦後はオーストリア＝ハンガリー帝国から艦船を購入し近代化を進める。1925年には海軍航空隊が創設されるが飛行機が到着する1930年まで実質的な活動は出来なかった。
第二次世界大戦勃発間もない1939年12月にラプラタ沖海戦が発生、当時中立国であったが親独であったためイギリス海軍に偽情報を流して協力した。1940年にはパロマ海軍基地が新設され、同じ年には徴兵制を導入し予備艦隊などに配属させた。翌1941年には海軍大学校を新設させる。1945年2月15日にウルグアイが連合国に参加するまでは中立であったがコンボイ運行の援助をしていた。これは2隻のイタリア船と2隻のデンマーク船の没収され、この4隻は「モンテビデオ（Montevideo）」、「マルドナド（Maldonado）」、「ロチャ（Rocha）」、「コロニア（Colonia）」と改名された。1942年3月には没収船の1隻「モンテビデオ」がイタリア潜水艦の攻撃で沈没。1942年8月にはUボートの攻撃で「マルドナド」が沈没した。一連の事件によりアメリカ合衆国から護衛艦を貸与され、1944年に対潜コルベット「マルドナド」を受領した。海軍航空隊は1942年にOS2Uを6機受領する。
第二次世界大戦終結後、冷戦が始まり米州相互援助条約締結後の1949年から1952年にかけてTBF6機、T-63機、F6F12機を受領。1952年に「DE-1 ウルグアイ（Uruguay）」、「DE-2 アルティガス（Artigas）」を、翌1953年にフリゲート「モンテビデオ」を受領。1955年に哨戒艇「PS-1」、「PS-2」、「PS-3」を受領した。1957年にUNITAS統合演習に参加、対潜作戦に集中した。1962年に給油艦「プレシデンテ・オリベ（Presidente Oribe）」を購入、10年後に2隻目の「プレシデンテ・リベラ（Presidente Rivera）」を購入した。1965年にS2A3機を受領、翌年に掃海艇2隻などアメリカ合衆国の援助の下、ウルグアイ海軍は強化された。
1998年に水路測量船「オジャルビデ（Oyarvide）」をドイツから購入し、ウルグアイの排他的経済水域の2倍に相当する200,000平方キロメートルの水域の再検討を始める。

## 組織
海軍総司令官（Comandante en Jefe de la Armada）の下、以下の職位・組織がある。2011年現在総員5,500名（内士官700名）。海兵隊450名、海軍航空隊300名、沿岸警備隊1,950名を含む。

### 主要組織
- 海軍総司令部（Comando General de la Armada）
  - 官房局
  - 公開関係部（REPAR）
  - 海軍観閲軍楽隊（BANDA）
  - 高等昇進調査審査委員会（TRIAS）
  - 海軍調査委員会（COCAL）
  - 練習艦「ROU 20 カピタン・ミランダ」

- 海軍参謀本部（Estado Mayor General de la Armada）
  - 参謀総長秘書官
  - 第1部（人事）
  - 第2部（情報）
  - 第3部（作戦計画）
  - 第4部（兵站）
  - 第5部（通信）
  - 第6部（編制）
  - 海事・海軍歴史研究センター（CEHIS）

- 艦隊司令部（Comando de la Flota）
  - 監督学校（ESPRE）
  - 水先案内室（OFIPI）
  - 各総局
  - 各艦艇

- 海軍資材総局（Dirección General de Material Naval）
  - 参謀本部付役務部（EMMAT）
  - 海軍技術指導部（DATA）
  - 海洋学・水路気象部（SOHMA）
  - 補助船舶部（SEBAX）
  - 装備修復構造部（SERCO）
  - 海軍航路標識照明部（SERBA）
  - 装備部（SEARM）
  - 供給部（SERAP）
  - 電子部（SELAR）
  - 国有地会計部（SECON）
  - 海軍施設部（SERIN）
  - 支援群（GRUYO）
  - 輸送部（SETRA）

- 海軍人事総局（Dirección General de Personal Naval）
  - 海軍大学校（ESGUE）
  - 海軍学校（ESNAL）
  - 海軍専門学校（ESESP）
  - 人材部（RECUR）
  - 身体・倫理部（Departamento de Moral y ED. Fisica、DEMEF）
  - 海軍保健部（SERSA）
  - 海軍予備役局（DIREN）

- 海軍国家監督（Prefectura Nacional Naval）
  - ウルグアイ川地区本部（Jefatura de Circunscripción del Río Uruguay）
  - ラプラタ川地区本部（Jefatura de Circunscripción del Río de la Plata）
  - 大西洋地区本部（Jefatura de Circunscripción del Océano Atlántico）
  - モンテビデオ港港務部（Prefectura del Puerto de Montevideo）
  - 交通局（Dirección de Tráfico Marítimo）
  - 商業海運登録局（Dirección Registral y de Marina Mercante）
  - 国際合意法制部（Departamento de Legislación y Acuerdos Internacionales）
  - 支援作業部隊（Unidad de Apoyo Operativo）
  - エルネスト・モットー海軍基地（Base Naval "C/C Ernesto Motto"）
  - 海軍本部（Cuartel General de la Armada）

### 兵科
- 一般科（CG）
- 電気機械技術科（CIME）
- 供給管理科（CAA）
- 監督科（CP）
- 補助科（CA）
- 専門科（CE）
- 海軍予備役（RN）

### 学校
- 海軍大学校（ESGUE）
- 海軍学校（ESNAL）
- 海軍専門技術学校（ESESP）
- 海軍指導センター（CIARM）

### 海軍航空隊
人員約300人から成る。

### 海兵隊
海軍歩兵1個大隊、約450人から成る。

### 沿岸警備隊
海軍国家監督（Prefectura Nacional Naval）
人員約1,950人から成る。船舶14隻。

## 階級
| 士官           |                      |      |
| 海軍大将       | Almirante            | OF-9 |
| 海軍少将       | Contralmirante       | OF-7 |
| 海軍大佐       | Capitán de Navío     | OF-5 |
| 海軍中佐       | Capitán de Fragata   | OF-4 |
| 海軍少佐       | Capitán de Corbeta   | OF-3 |
| 海軍大尉       | Teniente de Navío    | OF-2 |
| 海軍中尉       | Alférez de Navío     | OF-1 |
| 海軍少尉       | Alférez de Fragata   | OF-1 |
| 海軍士官候補生 | Guardiamarina        | OF-D |
| 下士官         |                      |      |
| 兵曹長         | Sub-oficial de cargo | OR-9 |
| 一等兵曹       | Sargento primero     | OR-7 |
| 二等兵曹       | Sargento segundo     | OR-6 |
| 兵卒           |                      |      |
| 水兵長         | Cabo primero         | OR-4 |
| 一等水兵       | Cabo sugundo         | OR-3 |
| 二等水兵       | Marinero             | OR-1 |

## 装備

### 艦艇
2022年10月現在。『Jane's Fighting Ships 2011-2012』より。
過去に就役した艦艇については「ウルグアイ海軍艦艇一覧」を参照。
哨戒艦
- Wangerooge級×1

マルドナド（23 Maldonado） - 1970年
哨戒艇
- マリンプロテクター型×3

リオ・アラペイ（14 Rio Arapey） - 1999年
リオ・デ・ラ・プラタ（15 Rio de la Plata） - 2001年
リオ・ヤグアロン（16 Rio Yaguarón） - 2001年
- カペ級×1

リオ・ネグロ（11 Rio Negro） - 1958年
- 河川哨戒艇×20

URUGUAY1-4
URUGUAY6-20
- 沿岸哨戒艇×2

70、72
- 44型×9

441-449
掃海艇
- コンドル2型×2

テメラリオ（31 Temerario） - 1991年
アウダス（34 Audaz） - 1991年
水路測量船
- トリエステ（Trieste） - 2001年

練習帆船
- カピタン・ミランダ（20 Capitán Miranda） - 1930年

中型揚陸艇（LCM）
- 各型×2

LD41-42
車両兵員揚陸艇（LCVP）
- 各型×2

LD45-46
サルベージ船
- バングアルディア（26 Vanguardia） - 1976年

設標船
- シリウス（21 Sirius）

補給艦
- 旧・独リューネブルク級

ヘネラル・アルティハス（4 General Artigas） - 2005年再就役
曳船
- バンコ・オルティス（27 Banco Ortiz） - 1959年

### 航空機
2011年6月現在。『Jane's Fighting Ships 2011-2012』より。
固定翼機
- ビーチクラフト T-34C×2
- CASA C-212-200MP×2
- ビーチクラフト B-200T×1
- BAeシステムズ ジェットストリームT2×2

回転翼機
- アエロスパシアル UH-13 エスクリオ×1
- ウェストランド ウェセックスHC Mk.2×1
- ボルコウ BO-105×6